# 音無かおり
音無 かおり（おとなし かおり、1981年12月3日-)は、日本のAV女優。こずプロ所属。

## 略歴・人物
2012年3月にアダルトビデオメーカー・溜池ゴローの専属女優としてAVデビュー。プロフィール等に生年月日は記載されていないが、30歳でのデビューとされている。専属女優として6作品に出演した後、専属を離れ多数のメーカー作品（一部の作品は元専属メーカ作品と前後して発売）に出演している。

## 出演作品

### アダルトビデオ
2012年
- 初めての人妻さん 〜専属本物人妻スペシャル〜（3月13日、溜池ゴロー）※デビュー作
- 隣人の妻（4月13日、溜池ゴロー）
- 誘惑人妻女教師（5月13日、溜池ゴロー）
- あなたがいない間に義父にレイプされました…（6月13日、溜池ゴロー）
- 美人妻ソープランド（7月13日、溜池ゴロー）
- 飼育された二人の母親 〜一子二母凌辱相姦〜 第二章（9月7日、マドンナ）共演:艶堂しほり
- 彼女の母親（10月7日、マドンナ）
- 息子の友人にまで疼いてしまうんです。 〜止まらない義母の性欲〜（10月13日、溜池ゴロー）
- 近親相姦 狙われた母（11月1日、ヴィーナス）
- セックスに溺れる。 9（12月1日、プレステージ）
- 近親相姦 背徳の無毛母（12月19日、ヴィーナス）

2013年
- 堕ちてゆく人妻 〜本当はこんな女なの…〜（1月1日、DIC）
- TRIPLE はるき と かおり と はるか（1月13日、U&K）共演:青山はるき
- 堕ちた人妻奴隷教師（2月1日、ヴィーナス）
- 音無かおり8時間（2月13日、溜池ゴロー）※総集編
- 美熟女レズビアン 〜快感に火照る濡れた艶肌。〜（3月7日、マドンナ）共演:川上ゆう
- 搾精団地妻（3月8日、LEO）共演:山口智美、綾乃さえ
- 極エロ女神の淫語誘惑（3月13日、AVS Collector's）
- 美人妻と隣の奥様の秘め事 美熟女レズビアン 2（3月15日、ジャネス）共演:結城みさ
- 近親相姦 エロ尻母（3月19日、ヴィーナス）
- 人妻恥悦旅行（3月21日、グローリークエスト）
- 夫の目の前で犯されてしまう美人妻 4（3月22日、Nadeshiko）

2014年
- 営業周りのセールスレディーはシャツが透けるほどカラダから漂うイヤラシイ匂いで男を誘惑する（7月24日、GARCON）

2015年
- 「脱ぎなし」、「ヌキなし」の人妻洗体マッサージのキワドイ指使いに勃起したチ●ポを気付かれ怒られると思ったら…「こんなオバさんでいいの？」の神対応!!（10月23日、ケイ・エム・プロデュース）共演:沙藤ユリ、佐伯かのん、小野麻里亜、瀧澤まい　他
- ネトラレーゼ 妻を、パソコン教室の若い先生に寝盗られた話し 音無かおり（11月12日、タカラ映像）